# Covasna (okręg Jassy)
Covasna – wieś w Rumunii, w okręgu Jassy, w gminie Costuleni. W 2011 roku liczyła 1186 mieszkańców.